# Лобанов, Михаил Михайлович (военнослужащий)
Михаи́л Миха́йлович Лоба́нов (19 марта 1901 г. — 12 марта 1984 г.) — советский военный инженер, одна из ключевых фигур в становлении и развитии радиолокации в Союзе ССР, заместитель военного министра СССР, генерал-лейтенант инженерно-технической службы (31.05.1954).

## Биография
Родился 19 марта 1901 года в селе Мотовилово Арзамасского района Нижегородской губернии в семье волостного писаря.
После окончания сельской школы и Арзамасского Высшего начального училища поступил в Казанское техническое училище. С 1919 года — в Красной Армии. После Гражданской войны продолжил учёбу в 4-й Казанской военно-инженерной школе комсостава РККА по специальности радиоэлектромеханика.
С 1923 года по 1926 год служил в Киеве в 6-м отдельном радиотелеграфном батальоне.
Высшее образование получил, окончив в 1930 году военное отделение Ленинградского электротехнического института. Два года служил на испытательном полигоне Военно-технического управления РККА по средствам обнаружения самолётов для войск ПВО.
Дальнейшая служба неразрывно связана с задачей развития радиолокации.
М. М. Лобанов один из первых приходит к выводу о необходимости перехода от акустических и оптических средств к радиолокационным.
С назначением в 1932 г. в ГАУ (Главное артиллерийское управление) он прикладывает все силы и энергию к достижению поставленной цели. Проводит переговоры с научными учреждениями и промышленностью, результатом которых является заключение в 1933 г. договоров с ЦРЛ и ЛЭФИ. В январе 1934 г. Центральной радиолабораторией в Ленинграде был проведён первый успешный опыт по обнаружению самолёта отражёнными дециметровыми волнами. По свидетельству академика Ю. Б. Кобзарева, М. М. Лобанов был первым, кто убедил промышленность заняться проблемой радиолокации.
При его участии за время службы в ГАУ в качестве начальника одного из управлений (до 1949 г.) были разработаны, испытаны и приняты на вооружение 10 РЛС (радиолокационных станций): СОН-2от, П-3, П-3а, «МОСТ», П-8, СОН-4, СНАР-1, АРСОМ-1, П-15 и П-50. Многие из его подчинённых офицеров за проделанную работу были награждены Государственными премиями СССР.
В начале Великой Отечественной войны внёс предложение о срочном создании радиолокационного завода-института, и за участие в его организации в 1942 г. и в пуске РЛС СОН-2а был награждён первым орденом Красной Звезды. Внёс предложение в ЦК ВКП(б) и стал одним из инициаторов учреждения Совета по радиолокации при ГКО (Государственный Комитет Обороны), сыгравшего ключевую роль в становлении радиолокации в годы войны.
В войсках ПВО и на 1-м Белорусском фронте вплоть до Берлинской операции М. М. Лобанов осуществлял проверку боеспособности радиолокационной техники, из опыта боевых действий и анализа зарубежного зенитного вооружения делал выводы по совершенствованию РЛС.
Для успешной реализации новой системы М. М. Лобанов предложил комплексный метод развития зенитного вооружения, при котором за все элементы зенитной батареи, от снарядов до средств связи, отвечал единый головной поставщик — Наркомат вооружения.
18 ноября 1944 года М. М. Лобанов получил воинское звание генерал-майор инженерно-артиллерийской службы. В 1945 г. стал членом КПСС.
Большое практическое значение для тактико-технического совершенствования РЛС имели предложения М. М. Лобанова о применении антенных устройств с плоскими (веерными) диаграммами направленности (1938 г.) и об увеличении высоты подъёма антенн (1947 г.). В результате научно-технических и организационных мероприятий была достигнута 100 % надёжность обнаружения самолётов независимо от скорости и высоты их полёта, значительно увеличена дальность обнаружения и точность пеленгования самолётов.
Возглавляемое им управление ГАУ добилось больших успехов в постановке задачи помехоустойчивости РЛС всех тактических назначений и её промышленному решению.
В 1949 г. М. М. Лобанов был назначен заместителем военного министра и начальником 5-го Главного управления вооружённых сил, отвечал за развитие радиолокационной техники и оснащение ею армии и флота. Разработанная под его руководством комплексная система оснащения и вооружения всех видов и родов войск радиолокационными средствами, а также их табелизация определили на ряд лет масштабы развёртывания радиолокационной промышленности. С 1957 года — консультант заместителя министра обороны СССР.
М. М. Лобанов был инициатором создания нескольких высших военно-инженерных учебных заведений или радиотехнических отделений в них с целью воспитания высококвалифицированных кадров для вооружённых сил, в частности, Харьковской военной инженерной радиотехнической академии ПВО им. Л. А. Говорова.
Будучи с 1961 г. в запасе, М. М. Лобанов написал 4 книги по истории отечественной радиолокации и ряд статей.

Могила Лобанова на Кунцевском кладбище Москвы.

## Сочинения
- Лобанов М. М. Из прошлого радиолокации: Краткий очерк. — М.: Воениздат, 1969. — 212 с. — 6500 экз.
- Лобанов М. М. Начало советской радиолокации. — М.: Советское радио, 1975. — 288 с.
- Лобанов М. М. [militera.lib.ru/memo/russian/lobanov_mm/index.html Мы — военные инженеры.] — М.: Воениздат, 1977. — 223 с. — (Военные мемуары)
- Лобанов М. М. Развитие советской радиолокационной техники. — М.: Воениздат, 1982. — 240 с. — 22 000 экз.
- Лобанов М. М. К вопросу возникновения и развития отечественной радиолокации. // Военно-исторический журнал. — 1962. — № 8. — С.13-29.